# 澤列涅 (希沙基區)
49°48′50″N 34°3′48″E / 49.81389°N 34.06333°E
澤列涅（烏克蘭語：Зелене），是烏克蘭中部的村莊，隸屬波爾塔瓦州的米爾霍羅德區。該村距離瑙門基和小布佐瓦0.5公里，海拔高度157米，2001年人口11。